# Minuskuł 43
Minuskuł 43 (wedle numeracji Gregory—Aland) – rękopis Nowego Testamentu z XI wieku pisany minuskułą na pergaminie w języku greckim. Zawiera dodatkowy materiał pozabiblijny, przechowywany jest w Paryżu.

## Opis rękopisu
Kodeks zawiera tekst całego Nowego Testamentu bez Apokalipsy. Rękopis podzielony został na dwa tomy. Tom pierwszy zawiera tekst czterech Ewangelii, na 199 pergaminowych kartach (20,6 cm na 16 cm), tom drugi zawiera Dzieje i Listy na 189 kartach (21,2 cm na 15,2 cm).
Każda strona rękopisu zawiera jedną kolumnę tekstu złożoną z 31 linijek. Inicjały pisane są złotem, wielkie litery kolorem. Kodeks zawiera Epistula ad Carpianum (List Euzebiusza do Karpiana).
Tekst Ewangelii dzielony jest według κεφαλαια (rozdziałów), których numery umieszczono na marginesie. W górnym marginesie umieszczono τιτλοι (tytuły) rozdziałów. Niezależnie od tego rękopis stosuje podział według Sekcji Ammoniusza (w Mr 234), z odniesieniami do Kanonów Euzebiusza. Zawiera noty liturgiczne.

## Tekst
Grecki tekst Ewangelii reprezentuje bizantyjską tradycję tekstualną. Aland nie zaklasyfikował go do żadnej kategorii. Według metody wielokrotnych wariantów Claremont Profile Method reprezentuje rodzinę tekstualną Kx (standardowy tekst bizantyński). W Listach powszechnych zawiera 10-20% niebizantyjskich lekcji .

## Historia
Wettstein datował go na wiek IX, Johann Jakob Griesbach na XII wiek. Gregory datował go na XII wiek, ale wiek XI traktował jako prawdopodobny. Paleograficznie rękopis datowany jest przez INTF na wiek XI. Rękopis prawdopodobnie został sporządzony w Efezie. W roku 1661 został pozyskany przez P. de Berziego.
Johann Jakob Wettstein wciągnął go na listę rękopisów Nowego Testamentu.
Rękopis badał Johann Martin Augustin Scholz oraz Paulin Martin. Nie jest cytowany we współczesnych krytycznych wydaniach greckiego Nowego Testamentu.
Obecnie przechowywany jest w Bibliotece Arsenału (8409. 8410), oddziale Francuskiej Biblioteki Narodowej w Paryżu.